# マンハッタン・キス
「マンハッタン・キス」（Manhattan Kiss）は、竹内まりやの20枚目のシングル。1992年5月25日にMMG（現・ワーナーミュージック・ジャパン）より発売された。

## 解説
表題曲「マンハッタン・キス」は、シングルの発売と並行して公開された同名映画の主題歌として書き下ろされた曲。摩天楼の街を舞台にした恋愛を描いたバラードである。内容はかなり生々しい男女の ″不倫″ を描いており、夜明けと共に待つ人の元へと帰っていく男性を想う女性の孤独な心情が綴られている。間奏のサックスの音色が洗練された雰囲気を醸し出し、ニューヨークの風景を想起させるアダルト・コンテンポラリー・サウンドが印象的なナンバーとなっている。
カップリングの「ミラクル・ラブ」は、牧瀬里穂の歌手デビューシングルとして提供した楽曲のセルフカバー。

## チャート成績
オリコンチャートTOP10入りは惜しくも逃したが、累計で20.8万枚を売り上げるヒットとなった。

## 収録曲

### 8cmCD
全作詞・作曲：竹内まりや、編曲：山下達郎
1. マンハッタン・キス
  - 松竹映画『マンハッタン・キス』主題歌。
2. ミラクル・ラブ
  - 牧瀬里穂への提供曲のセルフ・カバー。
  - 2019年 AbemaTVドラマ『1ページの恋』主題歌。

### シングル・カセット

#### Side A
1. マンハッタン・キス
2. マンハッタン・キス（オリジナル・カラオケ）

#### Side B
1. ミラクル・ラブ
2. ミラクル・ラブ（オリジナル・カラオケ）

## レコーディング・メンバー
マンハッタン・キス
- 山下達郎：Electric Guitar, Acoustic Guitar, Electric Guitar, Synthesizers, Acoustic Piano, Glocken, Percussion & Background Vocal
- 島村英二 : Drums
- 本田雅人 : Tenor Sax

ミラクル・ラブ
- 山下達郎：Drum Programming, Computer Programming, Electric Guitar, Acoustic Guitar, Keyboards, Glocken, Percussion & Background Vocal
- 難波弘之：Acoustic Piano
- 佐藤竹善：Background Vocal
- 佐々木久美：Background Vocal
- 高尾"Candee"のぞみ：Background Vocal
- 竹内まりや：Background Vocal
- 椎名和夫：Synthesizer Operation

## 収録シングル・アルバム
1. 『Quiet Life』（#1.）
2. 『Impressions』（#1.）
3. 『Denim』（#2. 初回限定盤ボーナスディスク）
4. 『Expressions』（#1.）
5. 『Turntable』（#2.）

## カバー
- ティファニー（2002年7月10日、コンピレーション・アルバム『Sincerely...〜Mariya Takeuchi Songbook〜』）